# 馬克西米夫卡 (庫皮揚斯克區)
49°37′52″N 37°12′18″E / 49.63111°N 37.20500°E
馬克西米夫卡（烏克蘭語：Максимівка）是位於烏克蘭東部的村莊，由哈爾科夫州庫皮揚斯克區的舍夫琴科韦市镇負責管轄。該村始建於1920年，面積0.41平方公里，海拔高度158米，2001年人口67，人口密度每平方公里163.4人。